# Polynoncus chilensis
Polynoncus chilensis är en skalbaggsart som beskrevs av Edgar von Harold 1872. Polynoncus chilensis ingår i släktet Polynoncus och familjen knotbaggar. Inga underarter finns listade i Catalogue of Life.